# Frances Munds
Frances Lillian Willard « Fannie » Munds (10 juin 1866  – 16 décembre 1948) est une suffragette américaine et une dirigeante du mouvement du suffrage en Arizona. Après avoir participé à l'obtention du suffrage féminin dans cet État, elle devient membre du Sénat de l'Arizona pendant plus de cinq ans, avant que la ratification du dix-neuvième amendement à la Constitution des États-Unis n'accorde le droit de vote à toutes les femmes américaines. 

## Jeunesse
Elle naît sous le nom de Frances Lillian Willard le 10 juin 1866 à Franklin en (Californie). C'est la huitième enfant de Joel et Mary Grace Vinyard Willard et la petite-fille de Sir Alexander Hamilton Willard. Ses grands-parents et ses parents sont des pionniers. Sa famille est abolitionniste, avocats de la tempérance et défenseure du droit de vote des femmes. Ces derniers élèvent du bétail dans un ranch au Nevada puis dans l'Arizona. Elle est la première de sa famille à suivre des études secondaires au Mills Seminary College. Puis elle poursuit ses études à l'Institut central de Pittsfield, dans le Maine, où elle obtient son diplôme en 1885. 
Après ses études, elle rejoint sa famille en Arizona, où ses quatre frères exploitent un ranch dans Verde Valley, avec l'ancien partenaire commercial de son père, William Munds (Joel Willard est mort en 1879). Elle travaille comme institutrice dans les communautés mormones de Pine, Payson et Mayer, avant d'épouser John Lee Munds, le plus jeune fils de Willard Munds, en 1890. Le couple s'installe à Prescott en 1893 où John Munds est élu shérif du comté de Yavapai pour deux mandats, à partir de 1899,. Le couple a un fils et deux filles.

## Militantisme pour le suffrage
À Prescott, Frances Munds fait la connaissance de Pauline Schindler O’Neill, qui vient aussi de s'y installer. Elles se rencontrent dans des clubs féminins et à la Women’s Christian Temperance Union de l'Arizona puis militent ensemble pour le suffrage féminin,. En 1898, Frances Munds est élue secrétaire de la Territory of Arizona Women Suffrage Organisation. Avec la présidente de l'organisation, Pauline O'Neill, elle tend la main aux femmes mormones du territoire. Cela marque un tournant par rapport aux pratiques des premières dirigeantes du mouvement pour le suffrage, comme Josephine Brawley Hughes, qui avaient mis de côté la communauté mormone. Cette sensibilisation permet à l'organisation d'exercer son influence sur les membres mormons de la législature territoriale, au sujet du suffrage des femmes. Frances Munds assiste personnellement aux sessions législatives, afin de faire pression pour que ce sujet soit pris en compte. Après plusieurs années d'efforts, la législature territoriale de 1903 adopte un projet de loi accordant le droit de vote aux femmes, le Suffrage Bill. Cette loi fait ensuite l'objet d'un veto de la part du gouverneur du territoire, Alexander Oswald Brodie (en),. Un projet de loi similaire fait plus tard l'objet d'un veto du gouverneur Joseph Henry Kibbey (en).  
En 1909, alors que la fondation de l’État de l'Arizona est imminente (transformation du territoire de l'Arizona en État), Frances Munds conclut un accord avec la Fédération des mineurs de l'Ouest, par lequel le syndicat s'engage à soutenir le droit de vote des femmes en échange du soutien de l'organisation des femmes sur les questions salariales. L'année suivante, lors de la convention constitutionnelle de l'Arizona, une proposition accordant le droit de vote aux femmes est présentée. Le projet est rejeté avant d'avoir pu être ajouté à la constitution.  
Après l'admission de l'Arizona dans l'Union le 14 février 1912, les membres de la State of Arizona Women Suffrage Organization élisent à l'unanimité Frances Munds présidente de l'organisation. Elle refuse d'abord d'accepter le poste, puis y consent, à condition que la fonction soit renommée State of Arizona Chairman of the Women Suffrage Organization et qu'elle soit autorisée à réorganiser l'association. Au cours de l'été 1912, Frances Munds et Pauline Schindler O’Neill contribuent à lancer une campagne de pétition pour recueillir les 3 342 signatures nécessaires à un référendum. Après avoir rassemblé les signatures, Frances Munds obtient le soutien de 95% des syndicats de l'État. Lorsque le nouveau Parti progressiste se prononce en faveur de la question du suffrage, Frances Munds peut forcer les Partis démocrates et républicains à réévaluer leurs positions, en menaçant de faire soutenir le Parti progressiste par les femmes. Lorsque les résultats des élections sont comptabilisés, le droit de vote des femmes est adopté avec une marge de trois pour un dans chaque comté,.

## Carrière politique
En 1913, le gouverneur George Hunt nomme Frances Munds pour représenter l'Arizona au congrès de l'Alliance internationale des femmes à Budapest, en Hongrie. L'année suivante, Frances Munds et Rachel Berry (en), du comté d'Apache, deviennent les premières femmes élues à l'Assemblée législative de l'Arizona (représentant le comté de Yavapai),,.  
Lors de son entrée au Sénat de l'Arizona en 1915, Frances Munds déclare : « Les vrais conservateurs bleus seront choqués en pensant qu'une grand-mère siège au Sénat de l'État »,. Pendant son mandat, elle préside la commission de l'éducation et des institutions publiques et elle siège également au comité foncier du Sénat. Elle introduit également une législation doublant l'exonération fiscale de la veuve. Elle choisit de ne pas briguer de second mandat à la législature, mais en 1918, certains la persuadent de briguer le poste de secrétaire d'État, mais elle est battue.  
Après avoir quitté ses fonctions, Frances Munds continue de s'investir en politique pour le reste de sa vie. Elle meurt chez elle, le 16 décembre 1948, et elle est enterrée au cimetière de Mountain  à Prescott (Arizona),. En 1982, elle est intronisée au Temple de la renommée des femmes de l'Arizona,. Sa maison victorienne, achetée à Pauline O’Neill lorsque celle-ci part pour Phoenix en 1901 et connue sous le nom de Sewall House, existe toujours. Elle figure à l'inventaire national des monuments historiques.